# Miguel Hidalgo, San Felipe
Miguel Hidalgo är en ort i Mexiko.   Den ligger i kommunen San Felipe och delstaten Guanajuato, i den centrala delen av landet, 300 km nordväst om huvudstaden Mexico City. Miguel Hidalgo ligger 2 305 meter över havet och antalet invånare är 667.
Terrängen runt Miguel Hidalgo är platt åt nordväst, men åt sydost är den kuperad. Runt Miguel Hidalgo är det ganska glesbefolkat, med 31 invånare per kvadratkilometer. Närmaste större samhälle är Molino de San José, 14,4 km söder om Miguel Hidalgo. Omgivningarna runt Miguel Hidalgo är i huvudsak ett öppet busklandskap.